# Lonsdale (Arkansas)
Lonsdale est un village situé dans l’État américain de l'Arkansas, dans le comté de Garland.